# Filles de la Croix
Plusieurs congrégations religieuses féminines sont connues sous le nom de Filles de la Croix, la plupart ayant un lien avec la plus ancienne, fondée par Pierre Guérin et Marie l'Huillier de Villeneuve en 1625,.

## Congrégations inspirées par Pierre Guérin et Marie de Villeneuve

### En France
- Les Filles de la Croix (de Paris), congrégation dominicaine fondée en 1641[3], fusionne avec sept autres congrégations pour former les sœurs du Christ en 1976.
- Les  Filles de la Société de la Croix, congrégation fondée en 1640 par Marie Lhuillier[4], veuve de Claude Marcel, dissoute en 1792, et dont le couvent se situait au no 26 de la rue Saint-Antoine à Paris.
- Les Filles de la Congrégation de la Croix, scission de la congrégation précédente, établies à Brie-Comte-Robert, puis à partir de 1664 rue des Barres à Paris[4] ; la maison ferme à la Révolution.
- Les Filles de la Croix de Lavaur, congrégation fondée au XVIIe siècle, fusionne avec sept autres congrégations pour former les sœurs du Christ[5], en 1976.
- Les Filles de la Croix du Puy, congrégation fondée en 1673. Fusionne avec sept autres congrégations pour former les sœurs du Christ en 1976.
- Les Filles de la Croix de Limoges, congrégation fondée en 1687[1]. Fusion avec les filles de la Croix du Puy en 1930, qui fusionnent avec les sœurs du Christ en 1976.

### En dehors de la France
- Les Filles de la Croix de Marchienne-Docherie, en Belgique, fondée en 1930, par séparation d'avec la congrégation de Limoges. Fusion avec sept autres congrégations pour devenir les sœurs du Christ en 1976.
- Les Filles (ou Amantes) de la Croix de Chanthaburi, en Thaïlande, congrégation fondée en 1672 par des pères des Missions étrangères de Paris et Pierre Lambert de la Motte[6],[7].
- Les Filles de la Croix de Shreveport (Daughters of the Cross), aux États-Unis, congrégation devenue autonome en 1855, par séparation de celle de Paris qui avait fondé une maison en Louisiane[8].
- Les Filles de la Croix (de Torquay), en Angleterre[9], congrégation devenue autonome en 1918.

## Autres congrégations
- Les Filles de la Croix, Sœurs de Saint-André de La Puye, congrégation fondée  en 1807[10].
- Les Filles de la Croix (de Momignies), en Belgique, congrégation fondée en 1832[11].
- Les Filles de la Croix (de Liège), en Belgique, congrégation fondée en 1833[12].
- Les Filles de la Croix (de Palerme), en Italie, congrégation fondée en 1883.